# .tw
.tw este un domeniu de internet de nivel superior, pentru Taiwan (ccTLD).